# 二相電
二相電（Two-phase electrical power）是二十世紀早期的多相交流電系統。發電機有兩個繞組，輸出電壓是正交（相差90度）。
該系統通常有四條電線，每個相兩條。有時候，中線（N）會共用，所以只需三條線，但由於要承受較大電流，中線直徑要較大，材料利用率仍然輸三相電。一些早期的發電機會有兩個獨立的轉子和磁場系統，去提供二相電。1895年，安裝在尼亞加拉大瀑布的全球最大發電機屬於二相電。也因為上述成本劣勢，自二十一世紀，二相電被高效率的三相電取代，不再在業界中使用。在美國費城，早期建設的二相電配電系統仍在運作，但將逐漸淘汰。

## 結構
兩個繞組會平均地安裝在發電機內，即是十字型。所以，輸出電壓相差90度，而不是180度。當時在早期的電機工程，兩個獨立的相會較容易分析和設計。直至1918年，發明了對稱分量（Symmetrical components），工程師才能夠容易地分析多相不平衡狀況，於是後來的三相電就逐漸取代之。

## 比較

### 單相電
二相電比單相電的好處是能夠自行起動。不過現在的單相電動機也能起動。這是由於有輔助繞組。

### 三相電
現代廣泛使用的三相電，最明顯的優勢是需要較少的輸電設備，節省成本。三相電只需要三條相線，不需要中線（電流能互相抵消），二相電則需要四條線，但輸電量反而較少。因此，商業運行的電力系統中，三相電就漸漸取代了二相成成為了主流。
此外，三相電的輸出是穩定，沒有功率振盪。單相和二相發電機的轉軸會發出較大噪音，變壓器則由於磁致伸縮發出噪音。